# Albion (wherry)
Pour les articles homonymes, voir Albion.
Albion est un Norfolk wherry construit en 1898 qui a servi comme navire de commerce puis comme chaland avant d'être acquis par le Norfolk Wherry Trust (en) pour la restauration et sa préservation en 1949.

Depuis 1981, il a été amarré à la base de Norfolk Wherry Trust, près de Ludham dans le parc national du Broads.

Il est classé bateau historique depuis 1996 par le National Historic Ships UK  et au registre du National Historic Fleet.

## Caractéristiques
Albion est l'unique wherry à coque lisse, tous les autres sont à bordages à clin. En dehors de cela, son apparence générale est identique avec un mât vers l'avant en pin d'Orégon de 42 pieds (12,80 m) avec une voile à corne de 110 m², une grande soute au milieu et le cockpit à l'arrière. Il est dirigé par un petit gouvernail et une barre . 

## Histoire
Albion a été construit par William Brighton sur son chantier naval du lac Lothing proche Lowestoft dans le Suffolk.   
En Janvier 1929, Albion a coulé près de Great Yarmouth, mais  il a été renfloué 3 jours plus tard. Il eut un autre accident en 1931 en perdant sa mâture qui fut remplacée par celle du wherry Sirius.  

Peu de temps après, il a été acheté par la General Steam Navigation Company (en) de Londres, a pris le nom  de Plane, jusqu'à la Seconde Guerre mondiale. Il a été ensuite utilisé comme chaland, au transport de marchandises.  
En 1949, il a été acquis par le Norfolk Wherry Trust (en) nouvellement créé. Il a été rebaptisé Albion,  restauré et exploité à plein temps comme un wherry commercial jusqu'en 1953. Puis il a servi, durant les étés, pour des groupes de jeunes, tout en assurant du commerce.

Albion coula deux fois de plus, augmentant les frais d'entretien. En 1961, il arrêta définitivement le transport de marchandises.
En 2010, Albion a obtenu son enregistrement au National Historic Ships.